# Green River (Utah)
Green River é uma cidade localizada no estado norte-americano de Utah, no Condado de Emery e Condado de Grand.

## Demografia
Segundo o censo norte-americano de 2000, a sua população era de 973 habitantes.
Em 2006, foi estimada uma população de 949, um decréscimo de 24 (-2.5%).

## Geografia
De acordo com o United States Census Bureau tem uma área de
32,7 km², dos quais 32,4 km² cobertos por terra e 0,3 km² cobertos por água. Green River localiza-se a aproximadamente 1241 m acima do nível do mar.

## Localidades na vizinhança
O diagrama seguinte representa as localidades num raio de 72 km ao redor de Green River.